# 里塚霊園

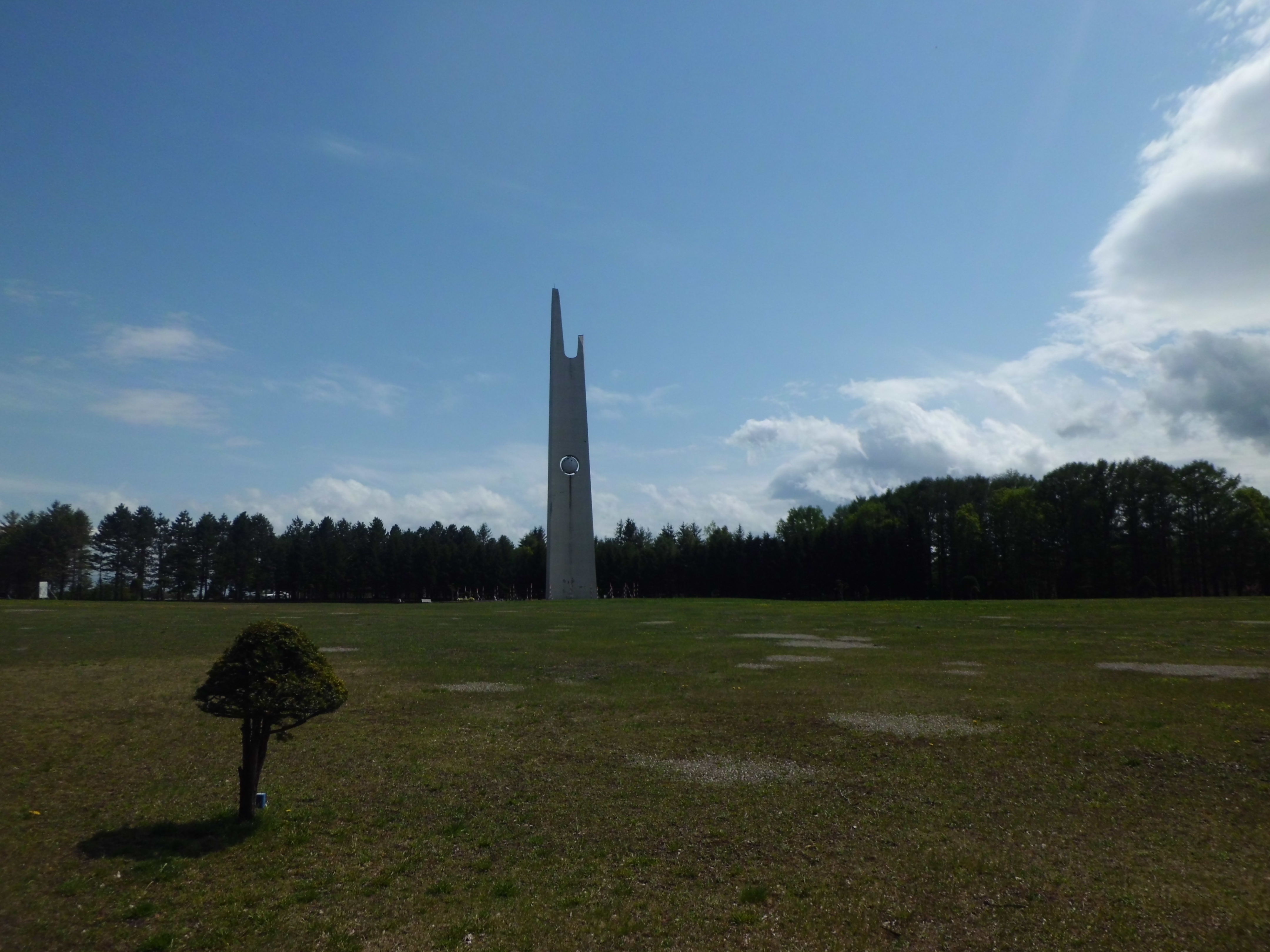
里塚霊園

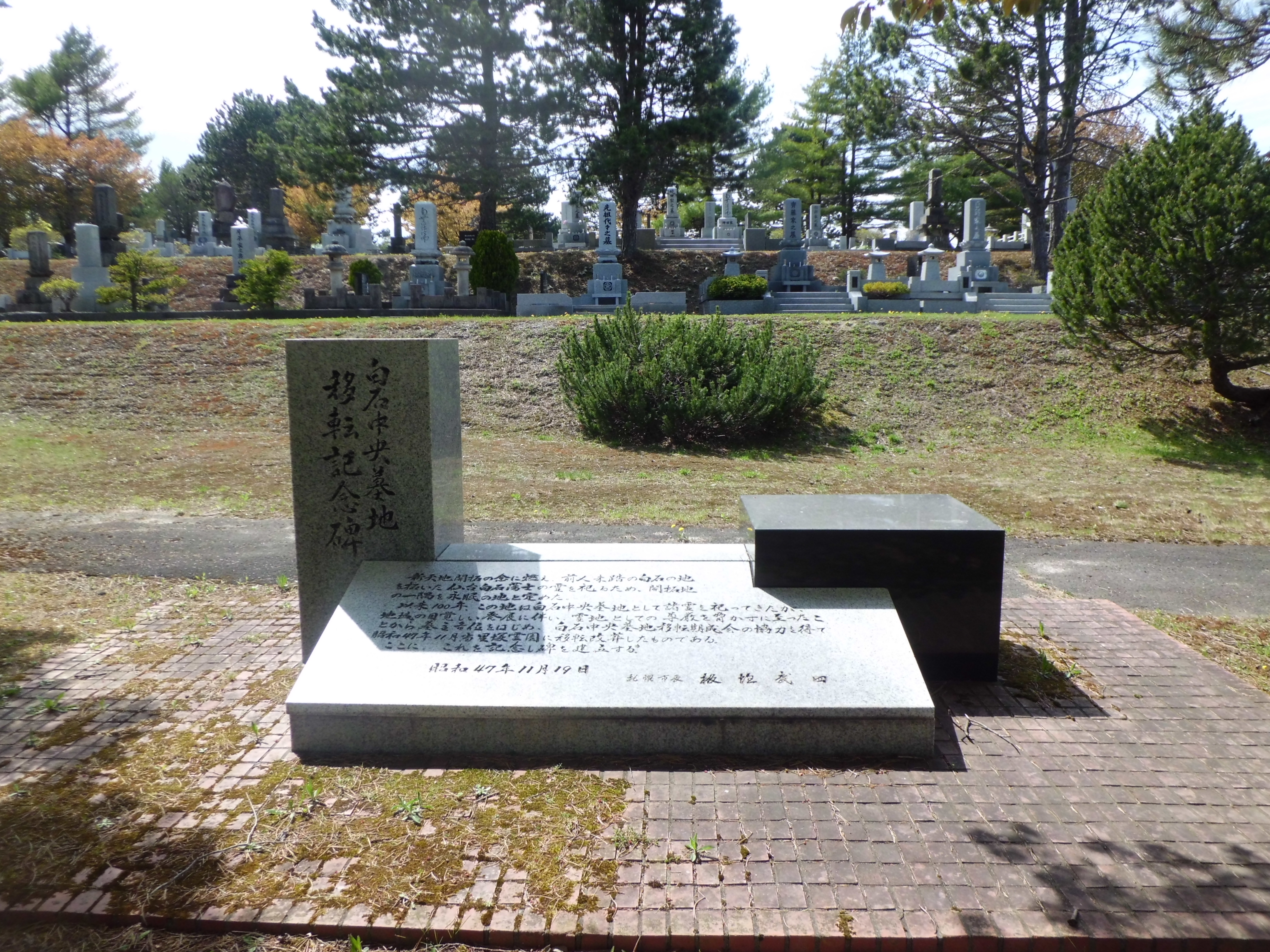
白石中央墓地 移転記念碑

里塚霊園（さとづかれいえん）は、北海道札幌市清田区里塚468番地外に所在する霊園。札幌市が運営。

## 沿革
- 1966年（昭和41年） - 里塚霊園を開設。
- 1984年（昭和59年） - 平岸霊園より火葬場（平岸火葬場）を移設。霊園敷地内に札幌市里塚斎場が完成し運営を開始。

## 埋葬された著名人
- 永山武四郎（陸軍軍人･第二代北海道庁長官）
- 佐藤昌介（北海道帝国大学（現：北海道大学）初代総長）
- 永倉新八（新撰組二番隊組長）
- 前野五郎（新撰組）
- 日向ユキ（幕末会津藩の女性、手記「萬年青（おもと）」の著者）
- 安達喜幸（建築技術者）

## アクセス
- 北海道中央バス（大曲営業所）が8月のお盆期間、9月の彼岸期間に臨時墓参バスを運行する。2020年（令和2年）は福住駅（福住バスターミナル）発着にて運行[1]。2019年（令和元年）までは札幌ターミナル発着・月寒中央駅経由にて運行し、福住駅には停車しなかった[2][3]。